# Narciso López (futbolista)
Narciso López Rodríguez (Chapulimita, Jalisco; 18 de agosto de 1928), más conocido como Chicho López, fue un futbolista mexicano que jugaba en la posición de defensa central. Jugó en el Oro de Jalisco, el Club Deportivo Guadalajara donde fue parte del Campeonísimo y fue muy utilizado por Arpad Fekete, y tiempo después formó parte del Nacional con quien lograría el ascenso de segunda a primera división.

## Jugador
En sus inicios se dedicó al boxeo amateur, pero debido a problemas con su familia por practicar este deporte decide abandonarlo y dedicarse de lleno al fútbol. Siendo un defensa de muy baja estatura, inicia su carrera en el fútbol llanero con un equipo de cuarta fuerza llamado "Guerrero". Después de dos campeonatos ingresó al Nuevo París de nivel Intermedio donde estuvo una temporada, para después pasar al Maizena de la primera fuerza de la liga intersindical, al Club Marte de la Primera Fuerza, después al Hidalgo, para posteriormente llegar al Nacional de Primera Especial, donde fue convocado para formar parte de la selección preolímpica.
Narciso debuta en 1948 con los Mulos del Club Deportivo Oro como defensa izquierdo en un encuentro ante el Asturias F.C., poco tiempo después pudo disputar la serie internacional contra los brasileños de Vasco da Gama. Después de nueve años en el club de Oblatos, pasó a jugar con el Club Deportivo Guadalajara en la temporada 1958-59, club donde viviría sus mejores años como futbolista, para después colgar sus botines y retirarse en 1963 jugando para los Pericos del Nacional, al tener fricciones con los directivos por denunciar que se estaban contratando jugadores sin espíritu para defender los colores albiverdes.
Con la Selección de fútbol de México jugó las eliminatorias y el Mundial de 1954, así como el II Campeonato Panamericano.

### Participaciones en Copas del Mundo
| Mundial                        | Sede  | Resultado    |
| ------------------------------ | ----- | ------------ |
| Copa Mundial de Fútbol de 1954 | Suiza | Primera Fase |

## Palmarés

### Campeonatos nacionales
| Título                    | Club                       | País   | Año     |
| ------------------------- | -------------------------- | ------ | ------- |
| Primera división mexicana | Club Deportivo Guadalajara | México | 1958-59 |
| Campeón de Campeones      | Club Deportivo Guadalajara | México | 1959    |
| Primera división mexicana | Club Deportivo Guadalajara | México | 1959-60 |
| Campeón de Campeones      | Club Deportivo Guadalajara | México | 1960    |